# Kaleidoscope World (The Chills)
Kaleidoscope World è una compilation del gruppo neozelandese The Chills, pubblicata nel 1986 in Nuova Zelanda dalla Flying Nun Records, nel Regno Unito dalla Creation Records e, con integrazione di altri brani, negli Stati Uniti d'America dalla Homestead Records nel 1987. Contiene brani provenienti dai primi tre singoli e dall'ep Dunedin Double.

## Tracce
Lato A
1. "Rolling Moon" - 3:50
2. "Pink Frost" - 3:57
3. "Hidden Bay" - 1:30
4. "Satin Doll" - 4:23

Lato B
1. "Doledrums" - 3:06
2. "Kaleidoscope World" - 3:40
3. "Purple Girl" - 3:23
4. "Flame-Thrower" - 3:15